# Čurug
Čurug (ćir.: Чуруг, mađ.: Csurog) je naselje u općini Žabalj u Južnobačkom okrugu u Vojvodini.

## Stanovništvo
U naselju Čurug živi 8.882 stanovnika, od toga 6.846 punoljetnih stanovnika, a prosječna starost stanovništva iznosi 38,7 godina (37,4 kod muškaraca i 40,0 kod žena). U naselju ima 2.831 domaćinstavo, a prosječan broj članova po domaćinstvu je 3,07.
Prema popisu stanovništva iz 1991. godine u naselju je živjelo 8.987 stanovnika.
| Etnički sastav 2002. |            |        |
| Narod                | Stanovnika | %      |
| Srbi                 | 8.200      | 92,32% |
| Romi                 | 283        | 3,19%  |
| Mađari               | 90         | 1,01%  |
| Jugoslaveni          | 54         | 0,60%  |
| Hrvati               | 46         | 0,51%  |
| Slovaci              | 24         | 0,27%  |
| Makedonci            | 11         | 0,12%  |
| Ukrajinci            | 7          | 0,07%  |
| Rusini               | 7          | 0,07%  |
| ostali               | 27         | 0,28%  |
| nepoznato            | 35         | 0,39%  |

| broj stanovnika | 7928  | 8466  | 9469  | 9336  | 9231  | 8987  | 8882  |
|                 | 1948. | 1953. | 1961. | 1971. | 1981. | 1991. | 2001. |

## Galerija
| - Vjetrenjača u Čurugu - Park u centru Čuruga, na kojem se do 1948. godine nalazila Katolička crkva |

## Vanjske poveznice
- Karte, udaljenonosti, vremenska prognoza  Arhivirana inačica izvorne stranice od 27. kolovoza 2009. (Wayback Machine)
- Satelitska snimka naselja
- Informacije o naselju  Arhivirana inačica izvorne stranice od 7. veljače 2010. (Wayback Machine)